# EC Primeiro de Maio
Primeiro de Maio este un club de fotbal din Angola, situat în orașul Benguela.